# Wake Me Up (canción de Avicii)
«Wake Me Up» (en español: «Despiértame») es una canción realizada por el DJ y productor sueco Avicii. Cuenta con la participación, aunque sin acreditar, del cantante estadounidense Aloe Blacc, y el guitarrista de Incubus, Mike Einziger, en la guitarra acústica y composición. Fue lanzado el 17 de junio de 2013 como el primer sencillo del álbum debut de Avicii titulado True, el cual también fue lanzado al mercado el 17 de septiembre del mismo año. En esta producción logra fusionar el folk tradicional con música dance y house, con un resultado innovador. Se convirtió en un éxito comercial a nivel internacional alcanzando en el número uno en más de 30 países incluyendo Suecia, Reino Unido, Alemania, Australia, Irlanda, Colombia, España y los Países Bajos, entre otros. Además alcanzó el número 4 del Hot 100 de los Estados Unidos.

## Antecedentes
Avicii estrenó la canción en el escenario del Ultra Music Festival de Miami. La prestación experimental (que fue acompañado por una banda en vivo con instrumentos y vocalistas, incluyendo a Blacc, Einziger y los miembros de Incubus, Ben Kenney en el bajo y José Pasillas en la batería electrónica) Según los informes, causó en aquel momento, confusión y hasta ira por parte de la comunidad del festival de música electrónica. Posteriormente Avicii logró revertir este hecho mediante críticas positivas y con buena recepción por parte del público con el lanzamiento del sencillo en todo el mundo. La canción ha sido descrito como un "himno de verano" por Variance Magazine y, a lo largo de la temporada de festivales del año 2013, Avicii lo incluyó como parte de la apertura o el cierre en la serie de sus presentaciones en vivo en EDC Las Vegas, EDC Londres, Tomorrowland, Creamfields, Electric Zoo y el iTunes Festival.
Aloe Blacc fue contactado por Avicii a través del integrante de Linkin Park, Mike Shinoda, quién comparte amistad con Avicii. En una entrevista con el Daily Star, Avicii, confesó que "Wake Me Up!" comenzó como "un experimento divertido". Durante una charla exclusiva con MTV UK, dijo: "Tuve una versión demo con las voces de Mac Davis, la persona que escribió varias de las obras de Elvis Presley, pero necesitaba a otro cantante para que hiciera las partes con otra tonalidad. Al mismo tiempo me avisó que teníamos que comenzar una pista con Aloe Blacc, y empecé a trabajar en ella. Cuando estaba con Mike Einziger de Incubus, se nos ocurrió la progresión de acordes y la melodía de 'Wake Me Up!' pero no teníamos una idea clara sobre la letra. Ya que ninguno de nosotros sabe cantar y la única persona que sabía que vivía en Los Ángeles era Aloe, así que lo llamó ya que estaba disponible en ese momento. Las letras de la canción no fue una complicación para él, ya que la escribió en un par de horas y terminamos finalmente la pista."
Aloe Blacc quién no está acreditado en el título del sencillo explicó a The Huffington Post: "Empecé a escribir las letras en la primera parte de 2013, regresando de un viaje por Suiza. Empecé en la música hip hop en los años 90 y nunca esperaba que fuese a cantar y tener una verdadera carrera como músico, pero ahora que estoy viajando por varias partes del mundo pensé: ‘La vida es un sueño, despiértenme cuando todo haya terminado’. Fui invitado al estudio por Avicii y Mike Einziger de Incubus y cuando llegué, ya habían estado trabajando en la progresión de los acordes de la canción. Como ya tenía la letra, me encargue de desarrollar la melodía al oír los acordes, y a todos nos pareció que era algo muy fuerte. Terminamos la canción esa noche como una versión acústica, entonces Avicii hizo la mezcla con la música dance en un par de días, y eso es lo que hemos lanzado al mundo."

## Video musical
El video musical fue producido por At Night Studios y dirigido por Mark Seliger y CB Miller. Fue filmado en los naranjales de Santa Clara River y en la ciudad de Piru, California, y en algunos lugares del centro de Los Ángeles. Es protagonizado por dos hermanas, la mayor interpretada por la modelo rusa Kristina Romanova, y la menor por Laneya Grace, que tienen el símbolo ◢◤ de Avicii en el cuerpo, las cuales parecen estar desconectados de su entorno rural. Su hermana mayor encuentra consuelo en la gran ciudad reuniéndose con otros jóvenes que poseían la misma marca en el cuerpo y juntos se dirigen a un festival de música al aire libre donde se presenta el mismo Avicii interpretando la canción junto al cantante Aloe Blacc. Al finalizar, se reencuentra con su hermana y ambas se van a vivir a la ciudad. La imagen final muestra la atenta mirada de una pueblerina misteriosa. El clip fue nominado a un premio MTV Video Music Award 2014 en la categoría Mejor video de pop.

## Rendimiento comercial
El sencillo encabezó las listas musicales de al menos 30 países, entre ellos Suecia, Alemania, Australia, Nueva Zelanda, España, Irlanda, el Reino Unido, Israel y varios países europeos, además de ingresar en los primeros diez en otros seis, además de obtener el disco de platino en 15 de ellos.
También ha obtenido buenos resultados en los mercados musicales de América del Norte, al haber alcanzado su mejor posición en Canadá y los Estados Unidos, el número dos y número cuatro, respectivamente.
En los Estados Unidos, se mantuvo fuera de los tres primeros puestos en los que se ubicaron «Roar» de Katy Perry, «Wrecking Ball» de Miley Cyrus, y «Royals» de Lorde. Permaneció 21 semanas entre los diez primeros del Billboard Hot 100, y a su vez se mantuvo 53 semanas dentro de la lista del Dance/Electronic Songs. También lideró las listas de música dance y pop. En Canadá fue la segunda canción más vendida de 2013 con 519 000 copias vendidas (523 000 para todas las versiones combinadas). Es la primera canción de música electrónica y dance en llegar a vender más de 4 millones de copias en los Estados Unidos.
En el Reino Unido, vendió 88 000 copias en su primer día. Según The Official Charts Company predijo que la canción se convertirá en el sencillo más rápidamente vendido de todo el año 2013, permaneciendo tres semanas en el número uno y llegando a vender 267 000 copias en su primera semana, adicionalmente, llegó a ser el tercer sencillo más vendido del año en este territorio. Es el primer sencillo en lograr este registro desde diciembre de 2012, cuando el sencillo con fines benéficos "He Ain't Heavy, He's My Brother", realizado por varios artistas bajo el nombre de The Justice Collective debutó en el número uno. Después de tres semanas en la cima de la lista, estuvo otras cuatro semanas consecutivas en el número dos, y un total de 11 semanas consecutivas entre los primeros diez. Permaneció un total de 32 semanas consecutivas entre el top 40, antes de su egreso. En octubre de 2013, el sencillo logró vender más de 1 millón de copias en el Reino Unido, convirtiéndose en el número 140 en hacerlo en la historia de las listas del Reino Unido y el tercero más vendido de 2013, solo por detrás de «Get Lucky» de Daft Punk y «Blurred Lines» de Robin Thicke.
En Alemania, se mantuvo 10 semanas en la cima de la lista de sencillos recolectando un total de 1 millón de copias hasta la fecha por lo que le fue otorgado el disco de diamante.
Mientras en Australia, la canción debutó en el número 42 el 24 de junio. En la próxima semana, la canción escaló directamente hacía al número 2, solo por detrás de «Blurred Lines». Alcanzando así en la semana sucesiva, la primera ubicación por 6 semanas consecutivas convirtiéndose en el número uno de mayor permanencia logrado por un artista sueco desde el éxito de 1989 «The Look» de Roxette.
En su natal Suecia, se convirtió en uno de los sencillos más vendidos de la historia logrando recibir el terciodécuplo platino con un total de 520 000 ventas certificadas. Logró mantenerse en la primera ubicación durante 12 semanas consecutivas, con una permanencia de más de 90 semanas de manera no consecutiva, llevando casi dos años en la lista.

## Lista de canciones
| Descarga digital |               |          |  |
| N.º              | Título        | Duración |  |
| 1.               | «Wake Me Up!» | 4:09     |  |

| Sencillo en CD |                              |          |  |
| N.º            | Título                       | Duración |  |
| 1.             | «Wake Me Up!» (Radio edit)   | 4:09     |  |
| 2.             | «Wake Me Up!» (Instrumental) | 4:32     |  |

| Descarga digital (Remixes) |                                       |          |  |
| N.º                        | Título                                | Duración |  |
| 1.                         | «Wake Me Up!» (Avicii Speed Remix)    | 7:04     |  |
| 2.                         | «Wake Me Up!» (Original Extended Mix) | 5:44     |  |
| 3.                         | «Wake Me Up!» (Reggae Mix)            | 4:31     |  |

| Descarga digital (Remixes II) |                                              |          |  |
| N.º                           | Título                                       | Duración |  |
| 1.                            | «Wake Me Up!» (PANG! Slow Things Down Remix) | 6:12     |  |
| 2.                            | «Wake Me Up!» (EDX Miami Sunset Remix)       | 6:32     |  |

## Posicionamiento en listas y certificaciones
| Lista (2013–2014)                        | Mejor posición |
| ---------------------------------------- | -------------- |
| Alemania (Offizielle Deutsche Charts)    | 1              |
| Argentina (Los 40 Principales Argentina) | 2              |
| Australia (ARIA)                         | 1              |
| Austria (Ö3 Austria Top 40)              | 1              |
| Bélgica (Flandes) (Ultratop 50)          | 1              |
| Bélgica (Valonia) (Ultratop 50)          | 1              |
| Brasil (Hot 100 Airplay)                 | 19             |
| Canadá (Hot 100)                         | 2              |
| Dinamarca (Tracklisten)                  | 1              |
| Escocia (The Official Charts Company)    | 1              |
| Eslovaquia (Rádio Top 100)               | 1              |
| España (Top 100 Canciones)               | 1              |
| España (Los 40 Principales)              | 1              |
| Estados Unidos (Billboard Hot 100)       | 4              |
| Estados Unidos (Hot Dance Club Songs)    | 1              |
| Estados Unidos (Dance/Electronic Songs)  | 1              |
| Estados Unidos (Pop Songs)               | 1              |
| Estados Unidos (Adult Pop Songs)         | 1              |
| Estados Unidos (Adult Contemporary)      | 5              |
| Estados Unidos (Alternative Airplay)     | 12             |
| Estados Unidos (Radio Songs)             | 1              |
| Estados Unidos (Adult Alternative Songs) | 1              |
| Europa (Billboard Euro Digital Songs)    | 1              |
| Finlandia (OFC)                          | 1              |
| Francia (SNEP)                           | 1              |
| Grecia (Greece Digital Songs)            | 1              |
| Hungría (Single Top 40)                  | 1              |
| Irlanda (IRMA)                           | 1              |
| Israel (Media Forest)                    | 1              |
| Italia (FIMI)                            | 1              |
| Japón (Japan Hot 100)                    | 6              |
| México (Billboard Mexican Airplay)       | 1              |
| México (Billboard Ingles Airplay)        | 1              |
| México (Monitor Latino)                  | 2              |
| Noruega (VG-lista)                       | 1              |
| Nueva Zelanda (Recorded Music NZ)        | 1              |
| Países Bajos (Dutch Top 40)              | 1              |
| Polonia (Polish Airplay Top 20)          | 1              |
| Portugal (Portugal Digital Songs)        | 1              |
| Reino Unido (UK Singles Chart)           | 1              |
| Reino Unido (UK Dance Chart)             | 1              |
| República Checa (Rádio Top 100)          | 1              |
| Suecia (Sverigetopplistan)               | 1              |
| Suiza (Schweizer Hitparade)              | 1              |
| Venezuela (Record Report)                | 1              |

| País           | Lista (2013)                | Posición |
| -------------- | --------------------------- | -------- |
| Alemania       | Media Control AG            | 1        |
| Australia      | ARIA Singles Chart          | 4        |
| Austria        | Austrian Singles Chart      | 1        |
| Bélgica        | Ultratop flamenca           | 1        |
| Bélgica        | Ultratop valona             | 8        |
| Canadá         | Canadian Hot 100            | 7        |
| Dinamarca      | Tracklisten                 | 1        |
| España         | PROMUSICAE                  | 5        |
| Estados Unidos | Billboard Hot 100           | 19       |
| Estados Unidos | Hot Dance Club Songs        | 6        |
| Estados Unidos | Dance/Electronic Songs      | 3        |
| Estados Unidos | Pop Songs                   | 17       |
| Francia        | SNEP Charts                 | 7        |
| Irlanda        | IRMA                        | 3        |
| Israel         | Media Forest                | 2        |
| Nueva Zelanda  | RIANZ Charts                | 8        |
| Países Bajos   | Nederlandse Top 40          | 2        |
| Reino Unido    | The Official Charts Company | 3        |
| Suecia         | Sverigetopplistan           | 1        |
| Suiza          | Schweizer Hitparade         | 1        |

| País           | Lista (2014)                | Posición |
| -------------- | --------------------------- | -------- |
| Alemania       | Media Control AG            | 92       |
| Bélgica        | Ultratop flamenca           | 30       |
| Bélgica        | Ultratop valona             | 37       |
| Canadá         | Canadian Hot 100            | 21       |
| España         | PROMUSICAE                  | 46       |
| Estados Unidos | Billboard Hot 100           | 22       |
| Estados Unidos | Dance/Electronic Songs      | 2        |
| Reino Unido    | The Official Charts Company | 70       |
| Suecia         | Sverigetopplistan           | 8        |
| Suiza          | Schweizer Hitparade         | 34       |

| País          | Lista                       | Posición |
| ------------- | --------------------------- | -------- |
| Australia     | ARIA Singles Chart          | 34       |
| Bélgica       | Ultratop flamenca           | 21       |
| Bélgica       | Ultratop valona             | 21       |
| Francia       | SNEP Charts                 | 36       |
| Países Bajos  | Nederlandse Top 40          | 8        |
| Nueva Zelanda | Recorded Music NZ           | 43       |
| Reino Unido   | The Official Charts Company | 62       |

### Certificaciones
| País           | Organismo certificador | Certificación | Simbolización | Ventas    | Ref.    |
| -------------- | ---------------------- | ------------- | ------------- | --------- | ------- |
| Alemania       | BVMI                   | Diamante      | ♦             | 1 000     | [ 22 ]  |
| Australia      | ARIA                   | 9× Platino    | 9▲            | 630 000   | [ 106 ] |
| Austria        | IFPI Austria           | 2× Platino    | 2▲            | 60 000    | [ 107 ] |
| Bélgica        | BEA                    | 4× Platino    | 4▲            | 120 000   | [ 108 ] |
| Canadá         | Music Canada           | Platino       | ▲             | 523 000   | [ 16 ]  |
| Dinamarca      | IFPI Dinamarca         | 2× Platino    | 2▲            | 60 000    | [ 110 ] |
| España         | PROMUSICAE             | 3x Platino    | 3▲            | 120 000   | [ 77 ]  |
| Estados Unidos | RIAA                   | 6× Platino    | 6▲            | 4 000     | [ 111 ] |
| Finlandia      | Musiikkituottajat      | Oro           | ●             | 8 647     | [ 112 ] |
| Italia         | FIMI                   | 5× Platino    | 5▲            | 150 000   | [ 113 ] |
| Japón          | RIAJ                   | Oro           | ●             | 100 000   | [ 114 ] |
| México         | AMPROFON               | 2× Platino    | 2▲            | 120 000   | [ 115 ] |
| Noruega        | IFPI Noruega           | 7× Platino    | 7▲            | 70 000    | [ 116 ] |
| Nueva Zelanda  | RIANZ                  | 2× Platino    | 2▲            | 30 000    | [ 117 ] |
| Reino Unido    | BPI                    | 3× Platino    | 3▲            | 1 800 000 | [ 118 ] |
| Suecia         | GLF                    | 13× Platino   | 13▲           | 520 000   | [ 24 ]  |
| Suiza          | IFPI Suiza             | 3× Platino    | 3▲            | 90 000    | [ 119 ] |
| Venezuela      | APFV                   | 3× Platino    | 3▲            | 30 000    | [ 120 ] |

## Historial de lanzamientos
| País           | Fecha de lanzamiento    | Formato                    | Discográfica          | Ref.    |
| -------------- | ----------------------- | -------------------------- | --------------------- | ------- |
| Suecia         | 17 de junio de 2013     | Descarga digital           | Universal Music Group | [ 2 ]   |
| Estados Unidos | 25 de junio de 2013     | Descarga digital           | Universal Music Group | [ 121 ] |
| Reino Unido    | 14 de julio de 2013     | Descarga digital           | Universal Music Group | [ 122 ] |
| Suecia         | 6 de septiembre de 2013 | Descarga digital (Remixes) | Universal Music Group | [ 26 ]  |

## Otras versiones
- En el Reino Unido, la fecha de lanzamiento original estaba estipulada para el 8 de septiembre de 2013.[123] Pero, en ausencia de la versión original, un grupo llamado "Spark Productions" se vio beneficiando ante la edición retardada de la versión original y lanzó una versión de ella, alcanzando el número 26 en la lista de sencillos del Reino Unido[124] sin embargo, Avicii decidió demandarlos y lanzó el sencillo antes de tiempo, anunciándolo para el 15 de julio de 2013.[125]

- En septiembre de 2013, Aloe Blacc lanzó su propia versión como solista incluida en su álbum Lift Your Spirit bajo la producción de DJ Khalil. Logró ingresar en varias listas europeas.[126][127]
- El artista canadiense de música country Tebey grabó su versión junto al grupo canadiense Emerson Drive incluida en su álbum Two. Logró ubicarse en el top 60 del Canadian Hot 100.[128]
- Una versión de la canción en irlandés fue subido a YouTube el 9 de agosto de 2013, por un Colegio de Idioma irlandés llamado 'Coláiste Lurgan'. El video obtuvo una cierta popularidad en Irlanda y trascendió en muchos sitios de noticias. De a poco, fue convirtiéndose en un éxito viral en el país y en el extranjero, llegando a un millón de visitas en una semana.[129][130][131]

- La cantante británica Pixie Lott colgó en su canal de YouTube una versión acústica del tema, grabada en los estudios The Pool, en Londres.[132][133]

- La actriz y cantante Lea Michele, cantó esta canción en el episodio 17 de la quinta temporada de la serie Glee, realizando una versión acústica del tema.

- Gareth Malone junto a un coro de celebridades, grabó su versión lanzado como sencillo benéfico para colaborar con la organización Children In Need debutando en la primera ubicación del Reino Unido en noviembre de 2013.[126]

- El grupo escocés Red Hot Chilli Pipers realizó una interpretación acústica con gaitas para la BBC Radio 1.[134] Esta versión logró ingresar en el top 60 del Reino Unido en febrero de 2014.[126]

- El dúo croata 2Cellos incluyó su versión en el álbum Celloverse lanzado en 2015.[135]

## Sucesión en listas
| Anterior: «Can't Hold Us» de Macklemore & Ryan Lewis con Ray Dalton | Sverigetopplistan — Sencillo Nro 1 28 de junio de 2013 — 20 de septiembre de 2013     | Siguiente: «You Make Me» de Avicii                   |
| Anterior: «Blurred Lines» de Robin Thicke con T.I. & Pharrell       | Irish Singles Chart — Sencillo Nro 1 4 de julio de 2013 — 21 de agosto de 2013        | Siguiente: «Roar» de Katy Perry                      |
| Anterior: «Blurred Lines» de Robin Thicke con T.I. & Pharrell       | Dutch Top 40 — Sencillo Nro 1 6 de julio de 2013 — 21 de septiembre de 2013           | Siguiente: «Take your Time Girl» de Niels Geusebroek |
| Anterior: «Blurred Lines» de Robin Thicke con T.I. & Pharrell       | ARIA Charts — Sencillo Nro 1 8 de julio de 2013 — 19 de agosto de 2013                | Siguiente: «Talk Dirty» de Jason Derülo con 2 Chainz |
| Anterior: «Whatever» de Cro                                         | Media Control Charts — Sencillo Nro 1 19 de julio de 2013 — 26 de septiembre de 2013  | Siguiente: «Talk Dirty» de Jason Derülo con 2 Chainz |
| Anterior: «Blurred Lines» de Robin Thicke con T.I. & Pharrell       | UK Singles Chart — Sencillo Nro 1 21 de julio de 2013 — 10 de agosto de 2013          | Siguiente: «We Can't Stop» de Miley Cyrus            |
| Anterior: «Applause» de Lady Gaga                                   | Top 50 Canciones — Sencillo Nro 1 19 de agosto de 2013 — 19 de octubre de 2013        | Siguiente: «Color Esperanza» de Por Ellas            |
| Anterior: «Need U (100%)» de Duke Dumont con A*M*E                  | Hot Dance Club Songs — Sencillo Nro 1 31 de agosto de 2013 — 14 de septiembre de 2013 | Siguiente: «Skirt» de Kylie Minogue                  |
| Anterior: «Royals» de Lorde                                         | Billboard Pop Songs — Sencillo Nro 1 9 de noviembre de 2013 — 30 de noviembre de 2013 | Siguiente: «Wrecking Ball» de Miley Cyrus            |